# Elliot Thomas
Elliot Griffin Thomas (ur. 15 lipca 1926 w Pittsburghu, Pensylwania, zm. 28 lutego 2019 w Timonium, Maryland) – amerykański duchowny katolicki, biskup Saint Thomas w latach 1993–1999.

## Życiorys
Jego rodzina pochodziła z Amerykańskich Wysp Dziewiczych. W Saint Thomas w roku 1945 ukończył wczesną edukację, a następnie rozpoczął studia farmaceutyczne w Waszyngtonie. Ukończył je w 1950 roku. Przez kolejne dziesięciolecia pracował jako aptekarz początkowo w Detroit, a później w Cleveland. W roku 1953 zakończył trzyletnią służbę wojskową w stopniu kaprala.
2 października 1957 dokonał konwersji z metodyzmu na katolicyzm i przyjęto go do jednej z parafii w Erie. W roku 1964 powrócił na stałe na Wyspy Dziewicze, gdzie został prezesem tamtejszej Izby Farmaceutycznej. Od 1967 roku prowadził też założoną przez siebie aptekę katedralną. Z poparciem swego biskupa w roku 1982, mimo zaawansowanego wieku, rozpoczął przygotowania do kapłaństwa w Boynton Beach na Florydzie.
Święcenia kapłańskie otrzymał 6 czerwca 1986 z rąk ówczesnego biskupa Saint Thomas Seana O’Malleya OFMCap. Obowiązki proboszcza i dziekana dzielił od roku 1991 z funkcją wikariusza generalnego diecezji. Decyzją diecezjalnej rady konsultorów od 11 sierpnia 1992 do dnia nominacji biskupiej był administratorem diecezji w okresie sede vacante.
30 października 1993 papież Jan Paweł II mianował go ordynariuszem Saint Thomas. Sakry udzielił mu metropolita kard. James Hickey. Na emeryturę przeszedł 29 czerwca 1999.